# Kanton Pierre-Buffière
Der Kanton Pierre-Buffière war bis 2015 ein französischer Wahlkreis im Arrondissement Limoges, im Département Haute-Vienne und in der Region Limousin; sein Hauptort war Pierre-Buffière. Vertreter im Generalrat des Départements war zuletzt von 2001 bis 2015 Jean-Louis Nouhaud (PS).
Der acht Gemeinden umfassende Kanton Pierre-Buffière war 194,36 km² groß und hatte 8893 Einwohner (Stand: 2012).

## Gemeinden
| Gemeinde                 | Einwohner Jahr | Fläche km² | Bevölkerungsdichte | Code INSEE | Postleitzahl |
| ------------------------ | -------------- | ---------- | ------------------ | ---------- | ------------ |
| Boisseuil                | 2822 (2013)    | 18,92      | 149 Einw./km²      | 87019      | 87220        |
| Eyjeaux                  | 1229 (2013)    | 24,23      | 51 Einw./km²       | 87063      | 87220        |
| Pierre-Buffière          | 1163 (2013)    | 5,75       | 202 Einw./km²      | 87119      | 87260        |
| Saint-Bonnet-Briance     | 590 (2013)     | 30,06      | 20 Einw./km²       | 87138      | 87260        |
| Saint-Genest-sur-Roselle | 497 (2013)     | 19,22      | 26 Einw./km²       | 87144      | 87260        |
| Saint-Hilaire-Bonneval   | 951 (2013)     | 28,49      | 33 Einw./km²       | 87148      | 87260        |
| Saint-Jean-Ligoure       | 500 (2013)     | 30,3       | 17 Einw./km²       | 87151      | 87260        |
| Saint-Paul               | 1246 (2013)    | 37,39      | 33 Einw./km²       | 87174      | 87260        |